# David Van Reybrouck

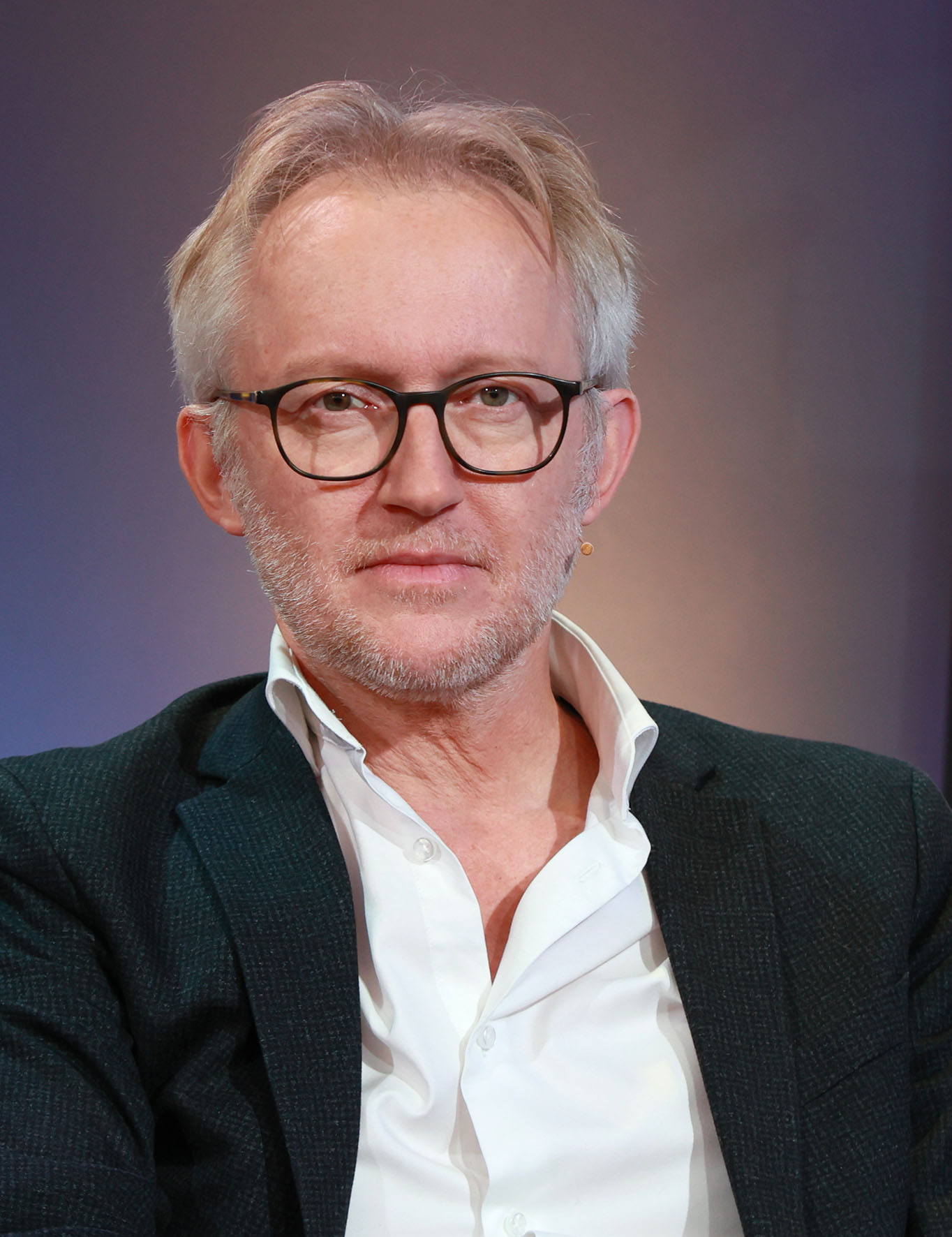
David Van Reybrouck (2022)

David Grégoire Van Reybrouck (geboren 11. September 1971 in Brügge) ist ein flämisch sprechender belgischer Autor, Historiker und Archäologe.

## Leben
David Van Reybrouck ist ein Sohn des Ingenieurs Dirk Van Reybrouck und der Lehrerin Bernadette De Bouvere. Sein Vater arbeitete nach der Unabhängigkeit der vormaligen belgischen Kolonie Kongo dort vier Jahre als Eisenbahningenieur. Van Reybrouck studierte Archäologie und Philosophie an der Katholieke Universiteit Leuven und der Universität Cambridge und wurde an der niederländischen Universität Leiden promoviert.
Van Reybroucks erstes Buch im Jahre 2002 war De Plaag (Die Pest). Es spielt in Südafrika nach dem Ende der Apartheid und wurde in den Niederlanden und in Belgien mit mehreren Preisen ausgezeichnet. 2007 war er Mitautor an einem Situationsbericht über sein Heimatland, dem 2008 ein provozierendes Buch mit dem Titel Pleidooi voor populisme. Pamflet (Plädoyer für den Populismus) folgte. Sein bekanntestes Buch ist aus dem Jahre 2010 Congo. Een geschiedenis, das 2012 als Kongo: Eine Geschichte auf Deutsch erschien. Es schildert die Geschichte des Kongo von der Kolonialzeit bis in die jüngste Vergangenheit.
In der Demokratischen Republik Kongo organisierte Van Reybrouck Workshops für kongolesische Literaten sowohl in Kinshasa als auch im Osten des Landes in Goma.
2011 wurde Van Reybrouck zum Vorsitzenden des PEN Vlaanderen gewählt. An dem 2025 veröffentlichten Essayfilm The Tree of Authenticity war er als Drehbuchautor beteiligt.

## Birepräsentatives System
In seinem 2016 auf Deutsch erschienenen Buch Gegen Wahlen: Warum Abstimmen nicht demokratisch ist plädiert Van Reybrouck, unter theoretischem Rückgriff auf die Praxis der antiken Demokratie, für ein „birepräsentatives System“ der Volksvertretung mit zwei Kammern – eine gewählt und eine gelost:
„Wahlen waren jedoch nie als demokratisches Instrument gedacht gewesen, sondern als Verfahren, um eine neue, nicht-erbliche Aristokratie an die Macht zu bringen.“
„Ich glaube, dass der dramatischen Systemkrise der Demokratie abgeholfen werden kann, indem man dem Losverfahren eine neue Chance gibt.“
„Ausgeloste Bürger haben vielleicht nicht die Expertise von Berufspolitikern, aber sie haben etwas anderes: Freiheit. Sie brauchen ... nicht wiedergewählt zu werden.“
„Es wird ein Stück Ruhe wiederherstellen. Gewählte Bürger (unsere Politiker) werden dann nicht nur von kommerziellen und sozialen Medien gehetzt, sondern wissen sich durch ein zweites Gremium flankiert, für das Wahlfieber und Einschaltquoten vollkommen irrelevant sind.“
„Es ist wichtig, sich bewusst zu machen, dass die Gründe, die man heute gegen ausgeloste Bürger anführt, häufig mit den Gründen identisch sind, die man seinerzeit gegen die Verleihung des Wahlrechtes an Bauern, Arbeiter oder Frauen anführte.“
Er zählt eine Reihe „birepräsentativer“ Vorschläge auf (S. 137 ff.), die eine ausgeloste Kammer betreffen, welche in einer Übergangszeit neben ein gewähltes Parlament treten, es also nicht ersetzen soll; die gewählte und die geloste Kammer sollen sich vielmehr gegenseitig ergänzen. Seine Vorschläge sehen eine gute Bezahlung und eine gute Ausstattung mit Mitarbeitern vor, damit das Mandat für möglichst viele attraktiv wird.

## Preise und Auszeichnungen

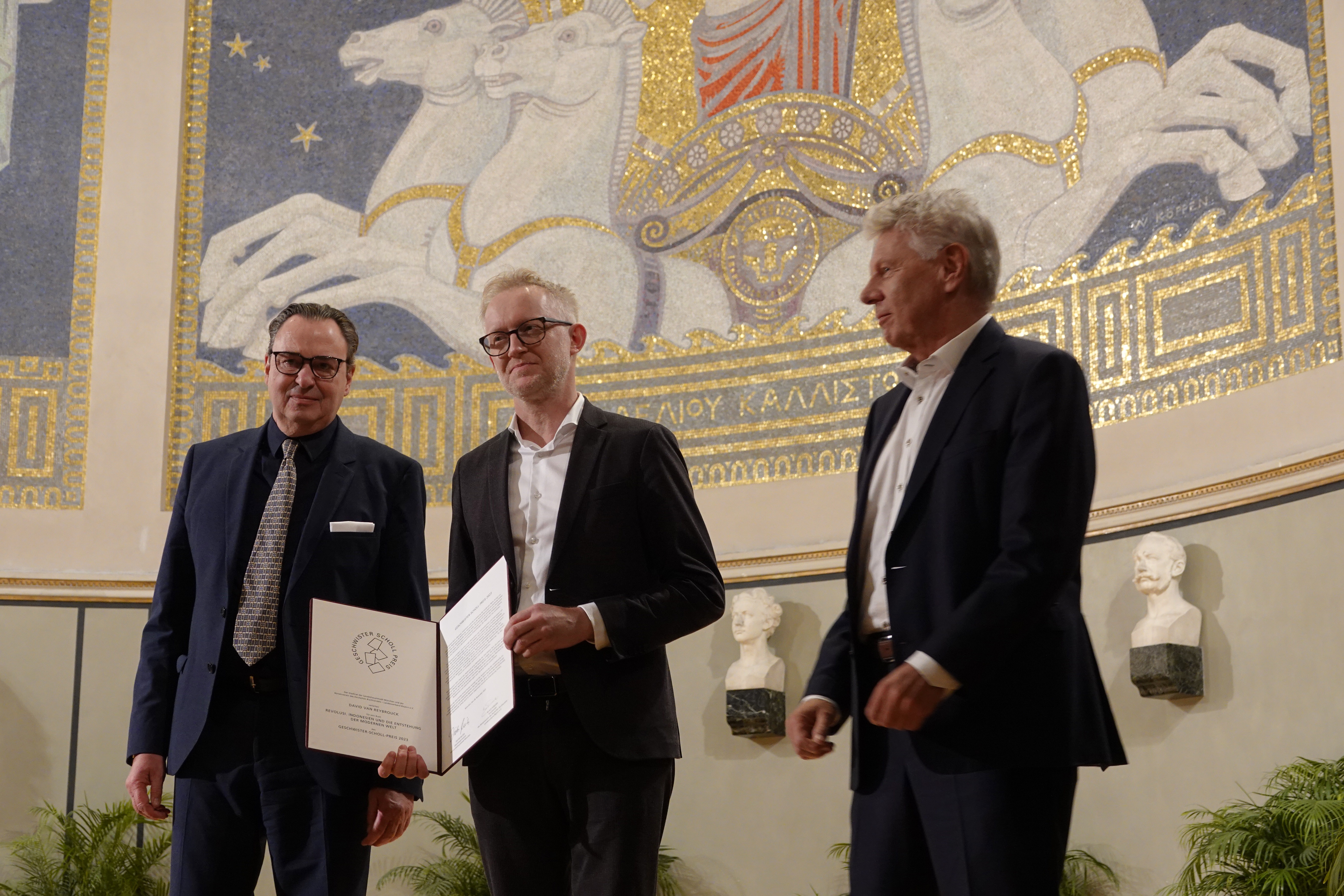
Geschwister-Scholl-Preis 2023

Für sein Buch Congo: Een geschiedenis erhielt Van Reybrouck eine Anzahl Preise, darunter:
- 2010: AKO Literatuurprijs, Niederlande
- 2012: Prix Médicis essai, Frankreich
- 2012: NDR Kultur Sachbuchpreis

- 2016 wurde er beauftragt, das Boekenweekessay für die Stiftung CPNB zum Thema Deutschland zu schreiben

- 2017: Preis des Europäischen Buches (Roman) für Zinc
- 2023: Geschwister-Scholl-Preis für Revolusi[3]
- 2025: Goethe-Medaille

## Schriften
- From primitives to primates. A history of ethnographic and primatological analogies in the study of prehistory. Diss. (Universiteit Leiden), 2000. Veröffentlicht 2012: Leiden, Sidestone Press. ISBN 978-90-8890-095-2.
- Pleidooi voor populisme. Querido, Amsterdam 2008, ISBN 978-90-214-3468-1.
  - deutsch: Für einen anderen Populismus: Ein Plädoyer, übersetzt von Arne Braun. Wallstein, Göttingen 2017, ISBN 978-3-8353-3157-0.
- mit Peter Vermeersch: De Europese grondwet in verzen. Vrijdag, 2009.
- Congo: Een geschiedenis. De Bezige Bij, Amsterdam 2010, ISBN 978-90-234-5663-6.
  - deutsch: Kongo: Eine Geschichte, übersetzt von Waltraud Hüsmert. Suhrkamp, Berlin 2012, ISBN 978-3-518-42307-3.
- Tegen verkiezingen. De Bezige Bij, Amsterdam 2013, ISBN 978-90-234-7459-3.
  - deutsch: Gegen Wahlen: Warum Abstimmen nicht demokratisch ist. Wallstein, Göttingen 2016, ISBN 978-3-8353-1871-7.
- Zink. CPNB, Amsterdam 2016, ISBN 978-90-5965-358-0.
  - deutsch: Zink. Suhrkamp, Berlin 2017, ISBN 978-3-518-75176-3.
- Odes. De Bezige Bij, Amsterdam 2018, ISBN 978-94-031-3990-6.
  - deutsch: Oden. Übersetzt aus dem Niederländischen von Waltraud Hüsmert. Insel, Berlin 2019, ISBN 978-3-458-17825-5.
- Revolusi - Indonesië en het ontstaan van de moderne wereld. De Bezige Bij, Amsterdam 2020, ISBN 978-94-031-8340-4.
  - deutsch: Revolusi. Indonesien und die Entstehung der modernen Welt. Übersetzt aus dem Niederländischen von Andreas Ecke. Suhrkamp, Berlin 2022, ISBN 978-3-518-43092-7.
- De kolonisatie van de toekomst. De Bezige Bij, Amsterdam 2022, ISBN 9789403183718.

als Herausgeber:
- Vincent Viaene, David Van Reybrouck, Bambi Ceuppens (alle Herausgeber): Congo in België. Koloniale cultuur in de metropool. Universitätspresse, Löwen 2009, ISBN 978-90-5867-771-6.